# Tournoi de tennis de Quimper
L’Open de Quimper Bretagne Occidentale (anciennement, Open BNP Paribas - Banque de Bretagne) est un tournoi international de tennis masculin du circuit Challenger, se déroulant à Quimper, dans le Finistère, à la fin du mois de janvier.

## Historique
Initialement créé en 2011 par l'Agence Deuce, c'est aujourd'hui le Comité d'Organisation de l'Open Breizh Izel qui en est à la tête, représenté par son directeur, Arzel Mevellec.
De 2011 à 2016, le Challenger était accueilli par le Tennis Club de Quimper qui mettait à disposition ses installations de Creac'h Gwen. Depuis 2017, il se déroule au Parc des Expositions de la ville de Quimper où est aménagé un court central de 1200 places.
En 2021, en raison de la pandémie de Covid-19 et de l'annulation de l'Open d'Orléans, le tournoi propose 2 éditions successives en début de saison.
Créé avec une dotation minimale de 30 000 € (puis 42 500 €), le tournoi est promu en 2023 dans la catégorie des Challenger 125 et se voit doté de 145 000 €. Il s'agit alors du 7e tournoi français par son importance et du 1er en Bretagne.
Pierre-Hugues Herbert remporte le tournoi pour la seconde fois en 2024, 10 ans après sa première victoire.

## Palmarès

### Simple
| Date       | Dotation  | Vainqueur             | Finaliste               | Score          | Tableaux |
| ---------- | --------- | --------------------- | ----------------------- | -------------- | -------- |
| 07/02/2011 | 30 000 €  | David Guez            | Kenny de Schepper       | 6-2, 4-6, 7-65 | Tableau  |
| 06/02/2012 | 42 500 €  | Igor Sijsling         | Malek Jaziri            | 6-3, 6-4       | Tableau  |
| 11/02/2013 | 42 500 €  | Marius Copil          | Marc Gicquel            | 7-69, 6-4      | Tableau  |
| 10/02/2014 | 42 500 €  | Pierre-Hugues Herbert | Vincent Millot          | 7-65, 6-3      | Tableau  |
| 02/03/2015 | 42 500 €  | Benoît Paire          | Grégoire Barrère        | 6-4, 3-6, 6-4  | Tableau  |
| 29/02/2016 | 42 500 €  | Andrey Rublev         | Paul-Henri Mathieu      | 6-7, 6-4, 6-4  | Tableau  |
| 30/01/2017 | 43 000 €  | Adrian Mannarino      | Peter Gojowczyk         | 6-4, 6-4       | Tableau  |
| 29/01/2018 | 43 000 €  | Quentin Halys         | Alexey Vatutin          | 6-3, 7-61      | Tableau  |
| 28/01/2019 | 46 600 €  | Grégoire Barrère      | Daniel Evans            | 4-6, 6-2, 6-3  | Tableau  |
| 27/01/2020 | 46 600 €  | Cem İlkel             | Maxime Janvier          | 7-66, 7-5      | Tableau  |
| 25/01/2021 | 88 520 €  | Sebastian Korda       | Filip Horanský          | 6-1, 6-1       | Tableau  |
| 01/02/2021 | 44 820 €  | Brandon Nakashima     | Bernabé Zapata Miralles | 6-3, 6-4       | Tableau  |
| 24/01/2022 | 45 730 €  | Vasek Pospisil        | Grégoire Barrère        | 6-4, 3-6, 6-1  | Tableau  |
| 23/01/2023 | 145 000 € | Grégoire Barrère      | Arthur Fils             | 6-1, 6-4       | Tableau  |
| 21/01/2024 | 148 625 € | Pierre-Hugues Herbert | Duje Ajduković          | 6-3, 6-2       | Tableau  |

### Double
| Édition | Vainqueurs                            | Finalistes                                  | Score             |
| ------- | ------------------------------------- | ------------------------------------------- | ----------------- |
| 2011    | James Cerretani Adil Shamasdin        | Jamie Delgado Jonathan Marray               | 6-3, 5-7, [10-5]  |
| 2012    | Pierre-Hugues Herbert Maxime Teixeira | Dustin Brown Jonathan Marray                | 7-65, 6-4         |
| 2013    | Johan Brunström Raven Klaasen         | Jamie Delgado Ken Skupski                   | 3-6, 6-2, [10-3]  |
| 2014    | Pierre-Hugues Herbert Albano Olivetti | Toni Androić Nikola Mektić                  | 6-4, 6-3          |
| 2015    | Flavio Cipolla Dominik Meffert        | Martin Emmrich Andreas Siljeström           | 3-6, 7-65, [10-8] |
| 2016    | Tristan Lamasine Albano Olivetti      | Nikola Mektić Antonio Šančić                | 6-2, 4-6, [10-7]  |
| 2017    | Mikhail Elgin Igor Zelenay            | Ken Skupski Neal Skupski                    | 2-6, 7-5, [10-5]  |
| 2018    | Ken Skupski Neal Skupski              | Sander Gillé Joran Vliegen                  | 6-3, 3-6, [10-7]  |
| 2019    | Fabrice Martin Hugo Nys               | David Pel Antonio Šančić                    | 6-4, 6-2          |
| 2020    | Andrey Golubev Aleksandr Nedovyesov   | Ivan Sabanov Matej Sabanov                  | 6-4, 6-2          |
| 2021_1  | Grégoire Barrère Albano Olivetti      | James Cerretani Marc-Andrea Hüsler          | 5-7, 7-67, [10-8] |
| 2021_2  | Ruben Bemelmans Daniel Masur          | Brandon Nakashima Hunter Reese              | 6-2, 6-1          |
| 2022    | Albano Olivetti David Vega Hernández  | Sander Arends David Pel                     | 3-6, 6-4, [10-8]  |
| 2023    | Sadio Doumbia Fabien Reboul           | Anirudh Chandrasekar Arjun Kadhe            | 6-2, 6-4          |
| 2024    | Manuel Guinard Arthur Rinderknech     | Anirudh Chandrasekar Vijay Sundar Prashanth | 7-64, 6-3         |